# Colorado Mineral Belt
La Cinta mineraria del Colorado (in lingua inglese: Colorado Mineral Belt, abbreviata in CMB) è un'area di giacimenti minerari che va dalle montagne di La Plata nel Colorado sud-occidentale fino al Boulder, al centro dello Stato. 
La regione ha prodotto la maggior parte delle ricchezze minerali del Colorado per decenni, dai primi anni del 1800 sino ad oggi. Numerosi prospettori arrivarono da tutte le parti del paese per cercare fortuna nelle montagne del Colorado. Quando i prezzi dei minerali divennero alti, le attività estrattive raggiunsero un boom, creando grandi comunità come Leadville. Successivamente, in seguito al calo dei prezzi o all'esaurimento delle riserve, molte città si depopolarono. Durante questi anni sono stati estratti oro, argento, rame, zinco e molibdeno, per un valore di oltre 5,5 miliardi di dollari. 
La cintura si trova all'interno di una zona che è stata geologicamente attiva a intervalli, dal momento dell'accrescimento della crosta nel Colorado centrale, avvenuto circa 1,6 miliardi di anni fa, fino ad oggi. Parti della CMB seguono le zone di taglio di età precambriana, paleozoica e mesozoica. Rocce ignee intruse circa 60-70 milioni di anni fa durante l'orogenesi laramide sono associate alla cintura e un tempo si pensava che fossero l'origine della maggior parte dei giacimenti minerari.
Un'ipotesi recente, invece, collega i giacimenti più importanti a fenomeni magmatici più recenti, alcuni dei quali sono iniziati 25 milioni di anni di fa.